# Der Brigant (1961)
Der Brigant ist ein sozialkritisches, italienisches Spielfilmdrama aus dem Jahre 1961 von Renato Castellani. Die Geschichte basiert auf einer literarischen Vorlage von Giuseppe Berto.

## Handlung
Gleich einem panaromaartigen Zeitbild schildert Regisseur Castellani das für die meisten Bewohner sehr harte Leben im bitterarmen Süden Italiens, beginnend im Kriegsjahr 1942. Der einfache Michele Rende hat sich in die hübsche Giulia Ricadi verliebt, die jedoch bereits dem reichen Großbauern Natale versprochen wurde. Als Natale eines Tages tot aufgefunden wird, fällt natürlich sofort der Verdacht auf Michele. Er wird verhaftet, und obwohl Michele seine Unschuld beteuert, glaubt auch Giulia ihm nicht und sagt sich von ihm los. Im Gefängnis plant Michele seine Flucht, die tatsächlich auch gelingt. In Freiheit, plant er sich für Giulias mangelndes Vertrauen in ihn, das er als „Verrat“ an sich betrachtet, zu rächen. Nur Nino Stigliano, ein Halbwüchsiger aus Micheles sozialem Umfeld, der Michele anhimmelt, glaubt an ihn. Dessen Schwester Miliella, der viel an Michele liegt, will diesem seine geplante Bluttat an der treulosen Giulia unbedingt ausreden. Sie hat Erfolg damit, und Michele verschwindet die nächste Zeit spurlos.
Ein Jahr ist vergangen, die Amerikaner sind 1943 in Sizilien gelandet und beginnen von Süden her das gesamte Land militärisch „aufzurollen“. Als Heimkehrer in der G.I.-Uniform eines Fallschirmjägers kehrt auch Michele Rende in sein Dorf zurück. Plötzlich sind alle von seiner Unschuld überzeugt, und derselbe Mob, der ihn noch im vorangegangenen Jahr des Mordes geziehen hat, kuscht vor dem „amerikanischen“ Befreier. Doch Michele will nicht nur als Eroberer gesehen werden. Vielmehr hat er revolutionäres im Sinn. Die traumatische Erinnerung an Natale und dessen missbrauchte Macht im Landkreis haben in ihm den unbedingten Wunsch reifen lassen, die Allmacht der Großbauern vor Ort, der Barone, zu brechen. Michele vereinigt die verängstigten Bauern und Landarbeiter der Gegend und plant, sie im Kampf um mehr Gerechtigkeit gegen die reichen Großgrundbesitzer anzuführen. Dies ist zugleich ein Kampf gegen die erbärmlichen sozialen Zustände in diesem Landstrich.
Eine von Micheles zentralen Maßnahmen ist die Inbesitznahme unbestellten Landes der Großeigner und deren Verteilung an die Landlosen, damit diese die Äcker bestellen und vom Ertrag leben können. Doch das Großkapital schlägt zurück. Durch eine Intrige wird Michele erneut verhaftet. Und wieder bricht der Kämpfer, diesmal mit Hilfe eines verständnisvollen Wachmanns, aus und versteckt sich diesmal in den nahen Bergen. Als Michele eines Nachts im Dorf Miliella besuchen will, wird er von einer Polizeistreife entdeckt. Ohne Absicht verletzt Michele einen Polizisten. Nun verfolgt ihn die Staatsgewalt gnadenlos als „Briganten“, als Aufrührer, Revoluzzer und Räuberhauptmann. Miliella, die sich längst in Michele verliebt hat, folgt ihm ins Gebirge, und beide lassen sich dort in einer kleinen Kapelle trauen. Der wichtigste Großgrundbesitzer der Gegend will unbedingt verhindern, dass Michele entkommen kann und hetzt daher einen gedungenen Killer auf den Jungvermählten. Doch statt seiner wird Miliella von einer Kugel getroffen. Wie von Sinnen stürmt Michele daraufhin ins Dorf zurück und schießt wild um sich. Nur der Wachtposten, der ihn einst entkommen ließ, verschont er. Der aber folgt nun seiner Pflicht und tötet mit einem Schuss den Aufrührer für die gute Sache, der durch die Umstände zu einem Amokläufer wurde.

## Produktionsnotizen
Der Brigant entstand in der dörflich-ländlichen Gegend von Kalabrien und wurde im August 1961 während der Filmfestspiele von Venedig uraufgeführt. Die deutsche Premiere fand am 19. Oktober 1970 im Fernsehen (ZDF) statt.
Der Film mit seiner Spieldauer von 143 Minuten (im Original. In Deutschland um drei Minuten kürzer) war ursprünglich drei Stunden lang und musste, um den Zuschauer nicht zu überfordern, um rund 40 Minuten gekürzt werden.
Regisseur Castellani, der den FIPRESCI-Preis erhielt, war in Venedig für den Goldenen Löwen nominiert, Komponist Nino Rota für den Nastro d’Argento.

## Kritiken
Im Lexikon des Internationalen Films heißt es: „Der neorealistische Film zeichnet – atmosphärisch dicht und genau in der Milieubeschreibung – ein überzeugendes Bild der skandalösen gesellschaftlichen Verhältnisse im Kalabrien der Nachkriegszeit.“

„Castellani hat das Briganten-Epos, die Liebesgeschichte und die Sozialkritik nahtlos ineinandergefügt. Auch die Landschaft und das Milieu werden echter Bestandteil der Handlung. Obwohl Castellani niemals Symbole bemüht, erscheint Michele ganz selbstverständlich als Stimme des Volkes, das sich noch nicht artikulieren kann, das aber einen gleichermaßen bedauernswerten wie drohenden Hinterrund bildet.“